# Perrebia
Perrebia (en griego antiguo: Περραιβία, ῄ)  fue una región antigua de Grecia central, que limitaba al norte con el Reino de Macedonia y al sudeste y  al sudoeste con las tetrades (distritos) tesalias de Histiótide y Pelasgiótide.
Sus habitantes, que vivían cerca del monte Olimpo y del valle del Tempe, se apoderaron de Histieótide. El río Titaresio, un afluente del Peneo, regaba su territorio. Según Estrabón mantuvieron constantes pugnas con los mitológicos lápitas, quienes consiguieron expulsarlos de Perrebia y se fueron a vivir a los montes de Atamania y el Pindo.
Los perrebos eran miembros independientes de la Liga Anfictiónica. Los perrebos son descritos como una ethnos (etnia) por Heródoto, quienes según Tucídides estarían sujetos a los tesalios, al menos desde el siglo V a. C. Un pasaje de Aristóteles alude a una antigua guerra entre perrebos y tesalios, que se ha supuesto que terminó con el sometimiento por la fuerza de las armas. Sin embargo, los perrebos no fueron absorbidos por los tesalios, dada su pertenencia a la Anfictionía délfica, y porque Heródoto los menciona separados de los tesalios, entre los pueblos que medizaron ante los persas.
Las polis perrebas rendían culto conjuntamente a Apolo en Oloosón. En una inscripción de 338-337 a. C. se menciona que se unieron a la Liga de Corinto como una entidad separada.
En 375-374 a. C., el tagós beocio Jasón de Feras mediante una combinación de la fuerza y la negociación se hizo con algunas ciudades perrebas.
Cifo, Oloosón, Gono, Elona y Falana eran polis perrebas.